# Neobisium anaisae
Espèce
Neobisium anaisae est une espèce de pseudoscorpions de la famille des Neobisiidae.

## Distribution
Cette espèce est endémique de Macédoine du Nord. Elle se rencontre à Krapa dans une grotte.

## Description
La femelle holotype mesure 5,75 mm. Ce pseudoscorpion est anophtalme.

## Étymologie
Cette espèce est nommée en l'honneur d'Anaïs Carlin.

## Publication originale
- Ćurčić, Seyyar, Lemaire, Dimitrijević, Demir & Aktaş, 2009 : Neobisium yozgati n. sp., and N. anaisae n. sp. (Neobisiidae, Pseudoscorpiones), from Turkey and Macedonia (Fyrom), respectively. Archives of Biological Sciences, vol. 61, no 3, p. 523-529.